# Вустер Шаркс
«Вустер Шаркс» (англ. Worcester Sharks) — профессиональный хоккейный клуб, выступавший в АХЛ. Базировался в городе Вустер, штат Массачусетс, США. Домашние матчи проводил на арене «DCU Center». «Вустер Шаркс» являлся фарм-клубом команды НХЛ «Сан-Хосе Шаркс». В 2015 году клуб переехал в Сан-Хосе и поменял название на «Сан-Хосе Барракуда».

## История
6 января 2006 года руководство команды НХЛ «Сан-Хосе Шаркс» заявило о том, что её фарм-клуб «Кливленд Баронс» переезжает в город Вустер, штат Массачусетс.
Первую свою игру в АХЛ «Шаркс» провели перед 7230 зрителями 14 октября 2006 года, проиграв по буллитам «Портленд Пайретс». Главным соперником «Шаркс» является команда «Провиденс Брюинс».

## Клубные рекорды
Сезон
Голы (35) — Мэтью Дарч (2006-07)
Передачи (52) — Дэнни Гру (2009-10)
Очки (80) — Мэтью Дарч (2006-07)
Штраф (238) — Мэтт Пелеч (2012-13)
Коэффициент пропущенных голов (2,06) — Аарон Делл (2014-15)
Карьера в клубе
Голы 63 — Джон Маккарти
Передачи 92 — Том Кавана
Очки 151 — Джон Маккарти
Штраф 577 — Фрейзер Макларен
Вратарские победы 74 — Томас Грайсс
Игры 277 — Ник Петреки, Джон Маккарти

## Тренеры команды
- Рой Соммер (2006—2015)